# Miliusa dolichantha
Miliusa dolichantha är en kirimojaväxtart som beskrevs av William Grant Craib. Miliusa dolichantha ingår i släktet Miliusa och familjen kirimojaväxter. Inga underarter finns listade i Catalogue of Life.